# ABT-724
ABT-724 je lek koji deluje kao dopaminski agonist. On je selektivan za D4 podtip. ABT-724 je razvijen kao mogući lek za impotenciju, mada zbog slabe oralne biodostupnosti verovatno neće naći kliničku primenu. On se koristi u naučnim istraživanjima funkcije D4 receptora.